# Міхненко Григорій Кирилович
Міхненко Григорій Кирилович (7 серпня 1910, с. Насташка, Рокитнянський район, Київська область — 2 січня 1990, с. Боровиця, Чигиринський район, Черкаська область) — український педагог, Заслужений вчитель Української РСР, Герой Соціалістичної праці.

## Біографія
Григорій Міхненко народився у с. Насташка (нині — Рокитнянський район, Київська область), в родині поштового службовця. 1915 року, коли його батька було мобілізовано до лав діючої армії на фронт першої світової війни, родина Міхненків переїхала до Чигирина, що на Черкащині. Тут Григорій пішов до першого класу місцевої школи, але навчання так і не закінчив через раптову смерть своєї матері навесні 1926 року. Оскільки по смерті матері він залишився круглим сиротою і тому був вимушений переїхати до рідної тітки у Черкаси.  
Вже у Черкасах 1927 року він закінчив семирічну школу та влаштувався на роботу. Спочатку працював різноробочим на будові, а трохи згодом у міській бібліотеці.
У січні 1930 року Григорій Кирилович пішов на семимісячні курси підготовки вчителів 1-х — 4-х класів при Черкаському педагогічному технікумі, по закінченню яких у серпні 1930 року отримав кваліфікацію вчителя. Протягом наступних трьох років працював вчителем початкових класів у селах Рацеве, Боровиця, Тіньки Чигиринського району.
1933 року, за скеруванням Чигиринського районного відділу освіти, закінчив курси вчителів української мови та літератури при Київському учительському інституті, а 1934 року призначений на посаду вчителя української мови та літератури, спочатку у Тіньківській, а згодом у Зам'ятницькій семирічних школах Чигиринського району.
У 1937—1939 роках працював директором Худоліївської семирічної школи, а також паралельно навчався на заочному відділенні у Київському вчительському інституті. Закінчив навчальний заклад у 1939 році, а з грудня того ж року до червня 1941 року працював інспектором шкіл Чигиринського районного відділу освіти, а також у цей самий час продовжив навчання на заочному відділенні філологічного факультету Київського державного педагогічного інституту імені М. Горького. Випускні іспити Міхненко здати не встиг, оскільки розпочалася німецько-радянська війна.
У серпня 1941 року призваний до війська та направлений для проходження військової підготовки у Чебаркульські військові табори у Челябінській області. На початку 1942 року мобілізований до лав Червоної армії та брав участь у боях на Західному фронті. У серпні 1942 року направлений на навчання до Архангельського військово-кулеметного училища, що знаходилося у с. Цигломень поблизу Архангельську (нині — мікрорайон міста Архангельська). Через складну ситуацію на фронті навчання не закінчив та у складі всього курсу, без присвоєння військових звань, був направлений під Сталінград. Воював у складі окремого батальйону зв'язку 387-ї стрілецької дивізії та виконував обов'язки командира телефонно-кабельного взводу, тобто був фактично офіцером зв'язку. У складі свого підрозділу старший сержант Григорій Міхненко брав участь у боях під Сталінградом, у Донбаській стратегічній наступальній операції, Кримській наступальній операції, звільняв Новочеркаськ, Перекоп, Севастополь, Болгарію. У бою 14 січня 1943 року під Сталінградом був поранений, а 31 липня того ж року, під час звільнення Новочеркаська, його було контужено. 6 січня 1944 року, за проявлений героїзм, нагороджений медаллю «За відвагу».
19 лютого 1945 року за виконання бойових завдань нагороджений орденом Червоної зірки, а також медалями «За оборону Сталінграда», «За перемогу над Німеччиною».
Після демобілізації з лав радянської армії, у листопаді 1945 року, повернувся до Чигирина, де з грудня того ж року його поновлено на посаді інспектора шкіл Чигиринського районного відділу освіти. У січні 1946 року поновився на заочному відділенні філологічного факультету Київського державного педагогічного інституту імені М. Горького, який успішно закінчив у серпні 1947 року.  
12 серпня 1948 року призначений на посаду директора Боровицької середньої школи, яку не полишав до серпня 1975 року. 
Працюючи директором школи, Григорій Кирилович створив там досконалу систему естетичного виховання учнівської молоді. При школі були створені хор та ансамбль бандуристів, які тривалий час ставали переможцями та лауреатами обласних і республіканських олімпіадах дитячої творчості. 
Значну увагу приділяв Г. К. Міхненко трудовому вихованню школярів. У школі працювали гуртки юних трактористів, автомобілістів, метеорологів, радіо- та електротехніків, зокрема, останні обслуговували невелику шкільну електростанцію. Також у школі працювала учнівська виробнича бригада, яка займала І місце у республіканському соцзмаганні виробничих бригад, тримала зв’язок з науково-дослідними закладами України: Дніпропетровським Всесоюзним науково-дослідним інститутом кукурудзи та Одеським Всесоюзним селекційно-генетичним інститутом, велась дослідницька робота, а староста генетико-селекційного гуртка Шмиголь А. В. був учасником республіканського зльоту передовиків учнівських виробничих бригад, брав участь в роботі секції генетики.
У квітні 1953 року за досягнення високих показників у роботі та здійснення зв'язку школи з життям Григорія Міхненка нагороджено медаллю «За трудову відзнаку», а у травні 1958 року за заслуги у розвитку народної освіти йому присвоєно почесне звання Заслужений вчитель Української РСР. 
У 1959—1960 роках, під час щорічних відпусток, викладав українську мову на курсах вчителів української мови для польських шкіл при Варшавському центральному інституті підвищення кваліфікації вчителів.
28 серпня 1965 року за досягнення успіхів у навчанні та вихованні молодого покоління, а також у розвитку народної освіти Міхненка нагороджено медаллю А. С. Макаренка.
1966 року, за сприянням Григорія Кириловича, при школі відкрито філію чигиринської музичної школи, у якій діти навчалися по класу скрипки, фортепіано, баяна, бандури та духових інструментів.
Указом Президії Верховної Ради СРСР від 1 липня 1968 року, за особисті заслуги у справі навчання та комуністичного виховання молоді, Міхненку Григорію Кириловичу присвоєно звання Героя Соціалістичної праці з врученням ордена Леніна та золотої медалі «Серп і Молот».
1975 року вийшов на заслужений відпочинок. За ініціативи Міхненка в селі створено краєзнавчий музей, директором якого він був до останніх днів свого життя. 
3 січня 1990 року Григорій Кирилович відійшов у засвіти. Похований на місцевому цвинтарі у Боровиці.

## Нагороди
Звання:
- Заслужений вчитель Української РСР (травень 1958);
- Герой Соціалістичної праці з врученням ордена Леніна та золотої медалі «Серп і Молот» (1968).

Ордени:
- Орден Леніна (1960);
- Орден Червоної Зірки (19 лютого 1945)[4];
- Орден Вітчизняної війни 2 ступеня (6 квітня 1985)[5].

Медалі:
- «За оборону Сталінграда»;
- «За відвагу» (6 січня 1944)[6];
- «За перемогу над Німеччиною»;
- «За трудову відзнаку» (квітень 1953);
- А. С. Макаренка (28 серпня 1965);
- «20 років перемоги у ВВВ 1941—1945 рр.»;
- «За доблесну працю (За військову доблесть);
- «30 років перемоги у ВВВ 1941—1945 рр.»
- «40 років перемоги у ВВВ 1941—1945 рр.».

## Вшанування
7 серпня 2010 року, до 100-ліття з дня народження Григорія Кириловича Міхненка, у Боровицькому НВК I—III ступенів була урочисто відкрита музейна кімната історії школи. Один з розділів експозиції музейної кімнати присвячено Григорію Кириловичу.